# Ulica Konstytucji 3 Maja w Iławie
Ulica Konstytucji 3 Maja w Iławie to ulica okalająca iławskie Stare Miasto. Stanowi ona część drogi krajowej nr 16.

## Obiekty
- Hotel Port 110 ***

## Komunikacja
Ulicą Konstytucji 3 Maja biegną trasy 5 linii komunikacyjnych. Są to linie numer:
- 1 – (Cmentarz-Długa)
- 4 – (Aleja Jana Pawła II-Dworzec Główny)
- 5 – (Sienkiewicza-Długa)
- 7 – (Nowa Wieś-Nowa Wieś)
- 8 – (Radomek-Długa)